# Étoile de Bessèges 1994
L'Étoile de Bessèges 1994, ventiquattresima edizione della corsa, si svolse dal 2 al 6 febbraio su un percorso di 659 km ripartiti in 5 tappe. Fu vinta dall'olandese Jean-Paul van Poppel della Festina-Lotus davanti ai francesi Christophe Leroscouet e Christian Chaubet.

## Tappe
| Tappa  | Data       | Percorso                     | km  | Vincitore di tappa      | Leader cl. generale  |
| ------ | ---------- | ---------------------------- | --- | ----------------------- | -------------------- |
| 1ª     | 2 febbraio | Vergèze > Vergèze            | 128 | Wilfried Nelissen       | Wilfried Nelissen    |
| 2ª     | 3 febbraio | Nîmes > Aigues-Mortes        | 129 | Jean-Paul van Poppel    | Jean-Paul van Poppel |
| 3ª     | 4 febbraio | Alès > Uzès                  | 122 | Wilfried Nelissen       | Jean-Paul van Poppel |
| 4ª     | 5 febbraio | Joyeuse > Joyeuse            | 138 | Nico Verhoeven          | Jean-Paul van Poppel |
| 5ª     | 6 febbraio | Molières-sur-Cèze > Bessèges | 142 | Jean-Pierre Heynderickx | Jean-Paul van Poppel |
| Totale | Totale     | Totale                       | 659 |                         |                      |

## Dettagli delle tappe

### 1ª tappa
- 2 febbraio: Vergèze > Vergèze – 128 km

| Pos. | Corridore            | Squadra       | Tempo    |
| ---- | -------------------- | ------------- | -------- |
| 1    | Wilfried Nelissen    | Novemail      | 3h22'41" |
| 2    | Jean-Paul van Poppel | Festina-Lotus | s.t.     |
| 3    | Christophe Capelle   | Gan           | s.t.     |

| Pos. | Corridore         | Squadra  | Tempo |
| ---- | ----------------- | -------- | ----- |
| 1    | Wilfried Nelissen | Novemail |       |

### 2ª tappa
- 3 febbraio: Nîmes > Aigues-Mortes – 129 km

| Pos. | Corridore            | Squadra       | Tempo    |
| ---- | -------------------- | ------------- | -------- |
| 1    | Jean-Paul van Poppel | Festina-Lotus | 3h23'42" |
| 2    | Peter Van Petegem    | Trident       | s.t.     |
| 3    | Francis Moreau       | Gan           | s.t.     |

| Pos. | Corridore            | Squadra       | Tempo |
| ---- | -------------------- | ------------- | ----- |
| 1    | Jean-Paul van Poppel | Festina-Lotus |       |

### 3ª tappa
- 4 febbraio: Alès > Uzès – 122 km

| Pos. | Corridore          | Squadra   | Tempo    |
| ---- | ------------------ | --------- | -------- |
| 1    | Wilfried Nelissen  | Novemail  | 3h09'36" |
| 2    | Christophe Capelle | Gan       | a 2'01"  |
| 3    | Frank Corvers      | Collstrop | a 2'02"  |

| Pos. | Corridore            | Squadra       | Tempo |
| ---- | -------------------- | ------------- | ----- |
| 1    | Jean-Paul van Poppel | Festina-Lotus |       |

### 4ª tappa
- 5 febbraio: Joyeuse > Joyeuse – 138 km

| Pos. | Corridore               | Squadra          | Tempo    |
| ---- | ----------------------- | ---------------- | -------- |
| 1    | Nico Verhoeven          | Novemail         | 3h15'22" |
| 2    | Aitor Garmendia Arbilla | Banesto          | s.t.     |
| 3    | Hervé Boussard          | Aubervilliers 93 | s.t.     |

| Pos. | Corridore            | Squadra       | Tempo |
| ---- | -------------------- | ------------- | ----- |
| 1    | Jean-Paul van Poppel | Festina-Lotus |       |

### 5ª tappa
- 6 febbraio: Molières-sur-Cèze > Bessèges – 142 km

| Pos. | Corridore               | Squadra   | Tempo    |
| ---- | ----------------------- | --------- | -------- |
| 1    | Jean-Pierre Heynderickx | Collstrop | 3h31'08" |
| 2    | Christophe Capelle      | Gan       | s.t.     |
| 3    | Peter Van Petegem       | Trident   | s.t.     |

| Pos. | Corridore             | Squadra          | Tempo     |
| ---- | --------------------- | ---------------- | --------- |
| 1    | Jean-Paul van Poppel  | Festina-Lotus    | 16h50'37" |
| 2    | Christophe Leroscouet | Aubervilliers 93 | s.t.      |
| 3    | Christian Chaubet     | Catavana         | s.t.      |

## Classifiche finali

### Classifica generale
| Pos. | Corridore               | Squadra                               | Tempo     |
| ---- | ----------------------- | ------------------------------------- | --------- |
| 1    | Jean-Paul van Poppel    | Festina-Lotus                         | 16h50'37" |
| 2    | Christophe Leroscouet   | Aubervilliers 93-Peugeot              | s.t.      |
| 3    | Christian Chaubet       | Catavana-A.S. Corbeil-Essonnes-Cedico | s.t.      |
| 4    | Peter Van Petegem       | Trident-Schick                        | a 8"      |
| 5    | Gilbert Duclos-Lassalle | Gan                                   | s.t.      |
| 6    | Francis Moreau          | Gan                                   | s.t.      |
| 7    | Christophe Manin        | Chazal-MBK-König                      | s.t.      |
| 8    | Charly Mottet           | Novemail-Histor-Laser Computer        | s.t.      |
| 9    | Frédéric Pontier        | Aubervilliers 93-Peugeot              | a 42"     |
| 10   | Tristan Hoffman         | TVM-Bison Kit                         | a 57"     |